# Karl Aloys von und zu Liechtenstein

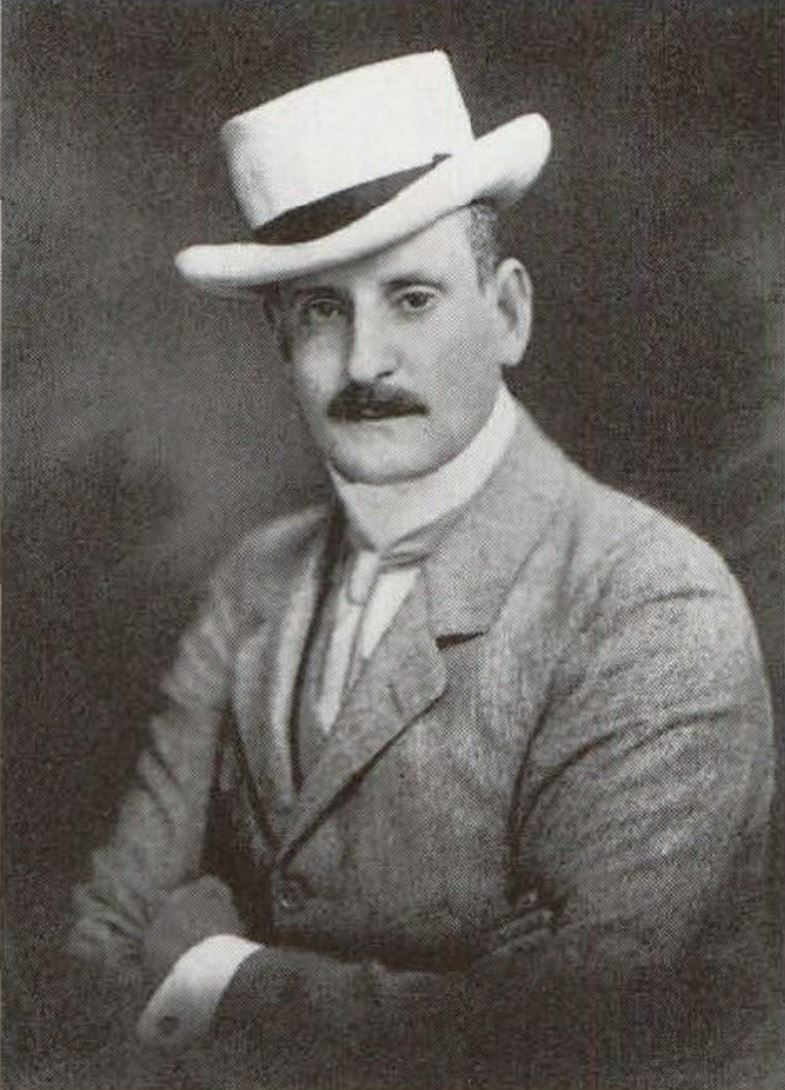
Karl Aloys von Liechtenstein

 Prinz Karl Aloys von und zu Liechtenstein (* 16. September 1878 auf Schloss Frauenthal bei Deutschlandsberg, Steiermark; † 20. Juni 1955 ebenda) war bis zum Untergang der Monarchie in Österreich-Ungarn kaiserlich-königlicher Rittmeister und vom 13. Dezember 1918 bis 15. September 1920 Landesverweser des Fürstentums Liechtenstein, was der Funktion des Regierungschefs entsprach.

## Leben

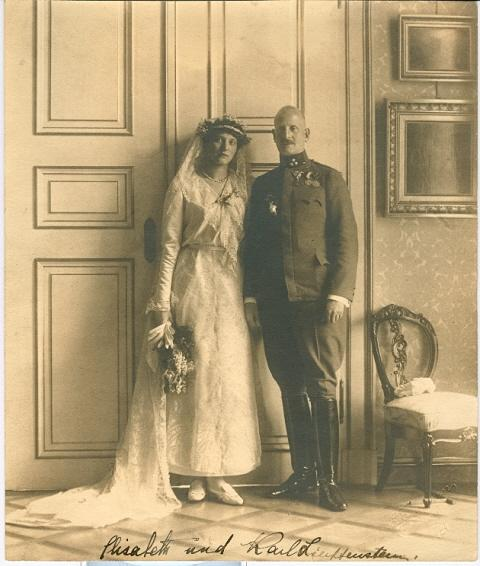
Hochzeit von Prinz Karl Aloys von und zu Liechtenstein und Elisabeth Fürstin von Urach Gräfin von Württemberg

Prinz Karl wurde als neuntes von zehn Kindern des Prinzen Alfred von und zu Liechtenstein (1842–1907) und dessen Gattin Henriette, geborene Prinzessin von und zu Liechtenstein (1843–1931), auf Schloss Frauenthal geboren. Seine Kindheit verbrachte er in der Steiermark. Er besuchte das Schottengymnasium in Wien, welches er 1897 mit der Matura abschloss. Nach dem Studium der Rechtswissenschaften in Wien erfolgte der Eintritt in den österreichischen Verwaltungsdienst. Er arbeitete bei verschiedenen Bezirkshauptmannschaften in Niederösterreich und als Ministerialsekretär im Handelsministerium. 1906 wurde er zum Leutnant in der k.k. Reitenden Dalmatiner Landesschützendivison ernannt. 1912 erfolgte die Beförderung zum Oberleutnant und 1916 diejenige zum Rittmeister.
Nach der Regierungskrise vom November 1918 ernannte ihn sein Onkel, Fürst Johann II. von und zu Liechtenstein, auf Wunsch des liechtensteinischen Landtages am 13. Dezember 1918 zum Landesverweser des Fürstentums Liechtenstein. In Karls Regierungszeit begann die aussenpolitische Umorientierung Liechtensteins von Österreich zur Schweiz. Am 15. September 1920 übergab er sein Amt an seinen Nachfolger Josef Peer. Prinz Karl unterzeichnete am 5. Oktober 1921 im Auftrag und in Stellvertretung des Landesfürsten die neue Verfassung in Vaduz.
Am 31. März 1921 heiratete er in Stuttgart standesamtlich Elisabeth Fürstin von Urach, Gräfin von Württemberg (1894–1962). Am 5. April 1921 wurde die kirchliche Hochzeit in Tegernsee gefeiert. Das Paar hatte vier Kinder: Wilhelm (1922–2006), Maria Josepha (1923–2005), Franziska (1930–2006) und Wolfgang (* 1934).
Prinz Karl verstarb 1955 auf Schloss Frauenthal. Seine letzte Ruhestätte fand er in der Fürstlichen Gruft in Vaduz.

## Auszeichnungen
- 1908: Jubiläumskreuz für Zivilstaatsbedienstete[5]
- 1913: Erinnerungskreuz[7]
- 1915: Bronzene Militärverdienstmedaille am Bande des Militärverdienstkreuzes[8]